# Paracaesio kusakarii
Paracaesio kusakarii là một loài cá biển thuộc chi Paracaesio trong họ Cá hồng. Loài này được mô tả lần đầu tiên vào năm 1960.

## Từ nguyên
Từ định danh kusakarii được đặt theo tên của T. Kusakari, nhân viên của Trạm Thí nghiệm Thủy sản tỉnh Tokyo, người đã cộng tác với tác giả T. Abe "trong tám năm qua" (tính từ thời điểm loài cá này được mô tả).

## Phân bố
Từ quần đảo Ryukyu và quần đảo Ogasawara (Nhật Bản) cũng như đảo Đài Loan, P. kusakarii được phân bố trải dài về phía nam đến bờ đông bắc Úc và Nouvelle-Calédonie, giới hạn phía tây đến Singapore, phía đông đến quần đảo Samoa và Tonga.
P. kusakarii được thu thập ở độ sâu khoảng từ 100 đến 310 m.

## Mô tả
Chiều dài cơ thể (tiêu chuẩn) lớn nhất được ghi nhận ở P. kusakarii là 60 cm. Cá có màu nâu nhạt ở lưng và thân trên, ánh bạc ở phần thân còn lại. Có 4 vạch sọc sẫm màu ở hai bên thân trên. Các vây có màu xám hoặc trắng nhạt, cũng có thể màu vàng nhạt.
Số gai ở vây lưng: 10; Số tia vây ở vây lưng: 10; Số gai ở vây hậu môn: 3; Số tia vây ở vây hậu môn: 8; Số tia vây ở vây ngực: 16; Số vảy đường bên: 48–50.

## Thương mại
P. kusakarii thường được bán tươi trong các chợ cá.